# Hanssonius
Hanssonius is een geslacht van vliesvleugeligen uit de familie Encyrtidae. De wetenschappelijke naam van dit geslacht is voor het eerst geldig gepubliceerd in 2010 door Noyes.

## Soorten
Het geslacht Hanssonius omvat de volgende soorten:
- Hanssonius maronea Noyes, 2010
- Hanssonius pasiphae Noyes, 2010
- Hanssonius taphra Noyes, 2010